# Monte San Pietro
Monte San Pietro (Månt San Pîtr in dialetto bolognese montano medio, Månt San Pîr in dialetto bolognese cittadino) è un comune italiano sparso di 10 812 abitanti della città metropolitana di Bologna in Emilia-Romagna. La sede municipale si trova in frazione Calderino, la quale è anche capoluogo comunale. Dal 16 giugno 2014 fa parte dell'Unione dei comuni Valli del Reno, Lavino e Samoggia.

## Geografia fisica

### Territorio
Il territorio comunale è attraversato da sud verso nord dal torrente Lavino, nella cui valle sono situati i principali centri abitati (il capoluogo Calderino, Monte San Giovanni, Oca, Badia e Montepastore, tutti sulla sua sponda sinistra). Per un lungo tratto il torrente segna il confine con i comuni di Sasso Marconi e Zola Predosa, ma alla destra del fiume si trovano alcuni centri ormai inglobati a Monte San Pietro, come Fontanelle nel comune di Zola Predosa, appartenente al centro abitato di Calderino. Al territorio comunale appartiene anche la valle del torrente Landa, affluente del Lavino in cui confluisce a Calderino, dove si trovano Loghetto e Monte San Pietro; inoltre salendo dalla valle del Landa si raggiungono San Lorenzo in Collina e San Martino in Casola. Il comune si estende anche in parte alla valle del Samoggia tra Stiore e Zappolino, nel comune di Valsamoggia: tra le due vallate ci sono le località di Montemaggiore e Mongiorgio, situate sullo spartiacque.

### Clima

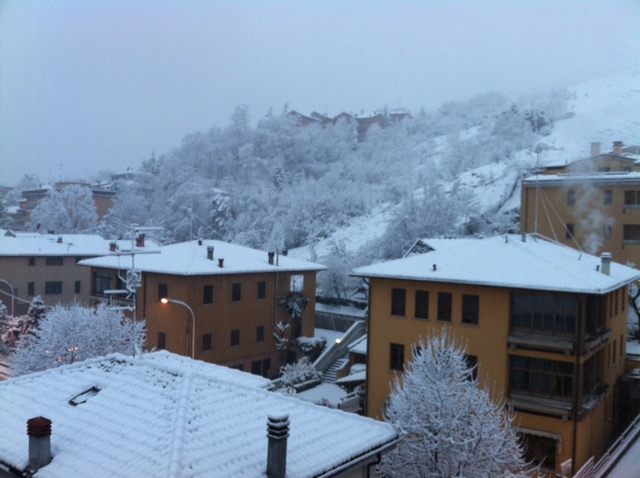
Una foto del panorama innevato a Calderino, capoluogo di Monte San Pietro

Il clima di Monte San Pietro è complessivamente continentale e le temperature variano a seconda dell'altitudine; le medie annue essere restano pressoché uguali a quelle della pianura (quindi sui 13-13.5 gradi) fin circa i 500 metri di quota, questo a causa del fenomeno dell’inversione termica che interessa le zone pianeggianti. A quote maggiori, l’altitudine ha un effetto maggiore sulle temperature rispetto alla presenza o all’assenza dell’inversione, arrivando fino a valori medi di 12-12.5 gradi alle quote più alte del comune. Le precipitazioni nevose sono frequenti (in media da fine novembre a fine marzo); la media recente è di circa 45 cm a 150 m s.l.m., 55 cm a 250 m s.l.m., 65 cm a 350 m s.l.m., 75 cm a 450 m s.l.m. arrivando fino a 100 cm (1 metro) a 600-700 m s.l.m. (la media delle precipitazioni nevose si ricava addizionando la quantità [in cm] della neve caduta in un inverno). La pioggia ha 2 picchi: il maggiore in autunno, l'altro in primavera; la media delle precipitazioni annue è compresa tra gli 800 e i 900 mm. I giorni di nebbia sono frequenti in autunno, soprattutto a novembre, e i venti dominanti sono da ENE, con una media di 9-10 km/h. L'umidità relativa media è del 70-72%, mentre l'eliofania media è di 5 ore giornaliere.
- Classificazione climatica: zona E, 2316 GG

| Mese                | Mesi | Mesi | Mesi | Mesi | Mesi | Mesi | Mesi | Mesi | Mesi | Mesi | Mesi | Mesi | Stagioni | Stagioni | Stagioni | Stagioni | Anno |
| Mese                | Gen  | Feb  | Mar  | Apr  | Mag  | Giu  | Lug  | Ago  | Set  | Ott  | Nov  | Dic  | Inv      | Pri      | Est      | Aut      | Anno |
| ------------------- | ---- | ---- | ---- | ---- | ---- | ---- | ---- | ---- | ---- | ---- | ---- | ---- | -------- | -------- | -------- | -------- | ---- |
| T. max. media (°C)  | 5,2  | 8,2  | 12,6 | 17,2 | 22,3 | 26,7 | 29,7 | 29,2 | 25,1 | 18,8 | 12,7 | 6,6  | 6,7      | 17,4     | 28,5     | 18,9     | 17,9 |
| T. media (°C)       | 2,2  | 4,6  | 8,4  | 12,4 | 17,0 | 21,2 | 23,8 | 23,4 | 19,9 | 14,4 | 9,4  | 3,7  | 3,5      | 12,6     | 22,8     | 14,6     | 13,4 |
| T. min. media (°C)  | −0,8 | 1,0  | 4,2  | 7,7  | 11,8 | 15,7 | 17,9 | 17,6 | 14,7 | 10,1 | 6,1  | 0,8  | 0,3      | 7,9      | 17,1     | 10,3     | 8,9  |
| Precipitazioni (mm) | 53   | 53   | 66   | 79   | 70   | 61   | 46   | 56   | 66   | 83   | 97   | 76   | 182      | 215      | 163      | 246      | 806  |

Ecco le medie climatiche (sia storiche che recenti) valide per le colline di San Chierlo, situate nella zona meridionale del comune e a quote tra 300 e 500 metri:
| San Chierlo (1961-1990), 375 m s.l.m. | Mesi | Mesi | Mesi | Mesi | Mesi | Mesi | Mesi | Mesi | Mesi | Mesi | Mesi | Mesi | Stagioni | Stagioni | Stagioni | Stagioni | Anno |
| San Chierlo (1961-1990), 375 m s.l.m. | Gen  | Feb  | Mar  | Apr  | Mag  | Giu  | Lug  | Ago  | Set  | Ott  | Nov  | Dic  | Inv      | Pri      | Est      | Aut      | Anno |
| ------------------------------------- | ---- | ---- | ---- | ---- | ---- | ---- | ---- | ---- | ---- | ---- | ---- | ---- | -------- | -------- | -------- | -------- | ---- |
| T. media (°C)                         | 2,5  | 5,0  | 7,5  | 12,5 | 16,0 | 20,0 | 23,0 | 22,0 | 18,0 | 13,0 | 7,0  | 3,0  | 3,5      | 12,0     | 21,7     | 12,7     | 12,5 |
| Giorni di calura (Tmax ≥ 30 °C)       | 0    | 0    | 0    | 0    | 0    | 5    | 14   | 11   | 1    | 0    | 0    | 0    | 0        | 0        | 30       | 1        | 31   |
| Giorni di gelo (Tmin ≤ 0 °C)          | 19   | 13   | 4    | 0    | 0    | 0    | 0    | 0    | 0    | 0    | 4    | 16   | 48       | 4        | 0        | 4        | 56   |
| Precipitazioni (mm)                   | 59   | 56   | 78   | 89   | 79   | 67   | 51   | 62   | 78   | 88   | 97   | 71   | 186      | 246      | 180      | 263      | 875  |
| Giorni di pioggia                     | 7    | 7    | 8    | 9    | 9    | 8    | 4    | 6    | 6    | 7    | 9    | 7    | 21       | 26       | 18       | 22       | 87   |

| San Chierlo (1991-2020), 375 m s.l.m. | Mesi | Mesi | Mesi | Mesi | Mesi | Mesi | Mesi | Mesi | Mesi | Mesi | Mesi | Mesi | Stagioni | Stagioni | Stagioni | Stagioni | Anno |
| San Chierlo (1991-2020), 375 m s.l.m. | Gen  | Feb  | Mar  | Apr  | Mag  | Giu  | Lug  | Ago  | Set  | Ott  | Nov  | Dic  | Inv      | Pri      | Est      | Aut      | Anno |
| ------------------------------------- | ---- | ---- | ---- | ---- | ---- | ---- | ---- | ---- | ---- | ---- | ---- | ---- | -------- | -------- | -------- | -------- | ---- |
| T. max. media (°C)                    | 6,5  | 9,0  | 13,5 | 17,5 | 22,0 | 27,0 | 30,0 | 29,5 | 24,0 | 17,5 | 12,0 | 7,5  | 7,7      | 17,7     | 28,8     | 17,8     | 18,0 |
| T. media (°C)                         | 3,5  | 5,5  | 9,0  | 12,5 | 17,0 | 21,0 | 23,5 | 23,5 | 18,5 | 13,5 | 8,5  | 4,0  | 4,3      | 12,8     | 22,7     | 13,5     | 13,3 |
| T. min. media (°C)                    | 0,5  | 1,5  | 5,5  | 8,5  | 12,0 | 16,0 | 18,0 | 18,0 | 14,5 | 10,5 | 6,0  | 1,5  | 1,2      | 8,7      | 17,3     | 10,3     | 9,4  |
| Giorni di calura (Tmax ≥ 30 °C)       | 0    | 0    | 0    | 0    | 1    | 7    | 16   | 15   | 1    | 0    | 0    | 0    | 0        | 1        | 38       | 1        | 40   |
| Giorni di gelo (Tmin ≤ 0 °C)          | 15   | 12   | 5    | 1    | 0    | 0    | 0    | 0    | 0    | 0    | 3    | 12   | 39       | 6        | 0        | 3        | 48   |
| Precipitazioni (mm)                   | 44   | 58   | 59   | 79   | 78   | 72   | 41   | 51   | 78   | 96   | 109  | 74   | 176      | 216      | 164      | 283      | 839  |
| Giorni di pioggia                     | 6    | 7    | 7    | 8    | 8    | 7    | 4    | 5    | 6    | 9    | 10   | 7    | 20       | 23       | 16       | 25       | 84   |

## Origini del nome
Il nome è composto da "Monte", che appunto cita l'altura sulla quale sorge la storica località omonima, e "San Pietro", simboleggiante il Santo che veniva venerato nella storica parrocchia.

## Storia

### Simboli
La blasonatura dello stemma comunale:
La blasonatura del Gonfalone:

### Onorificenze
Monte San Pietro è tra le città decorate al valor militare per la guerra di liberazione, insignito il 9 maggio 1994 della medaglia di bronzo al valor militare per i sacrifici delle sue popolazioni e per l'attività nella lotta partigiana durante la seconda guerra mondiale:

## Monumenti e luoghi d'interesse

### Architetture civili
- Osservatorio astronomico "Felsina"
- Villa Cavazza Isolani, Montevecchio
- Villa Sassoli de'Bianchi (Villa San Martino), San Martino in Casola[7]

### Architetture religiose
- Chiesa della Beata Vergine del Rosario
- Chiesa di San Biagio
- Chiesa di San Cristoforo di Borra
- Chiesa di San Giovanni Battista di Monte San Giovanni
- Chiesa di San Giovanni Battista di Monte San Pietro
- Chiesa di San Lorenzo
- Chiesa di San Lorenzo di Ronca
- Chiesa di San Martino

### Aree naturali

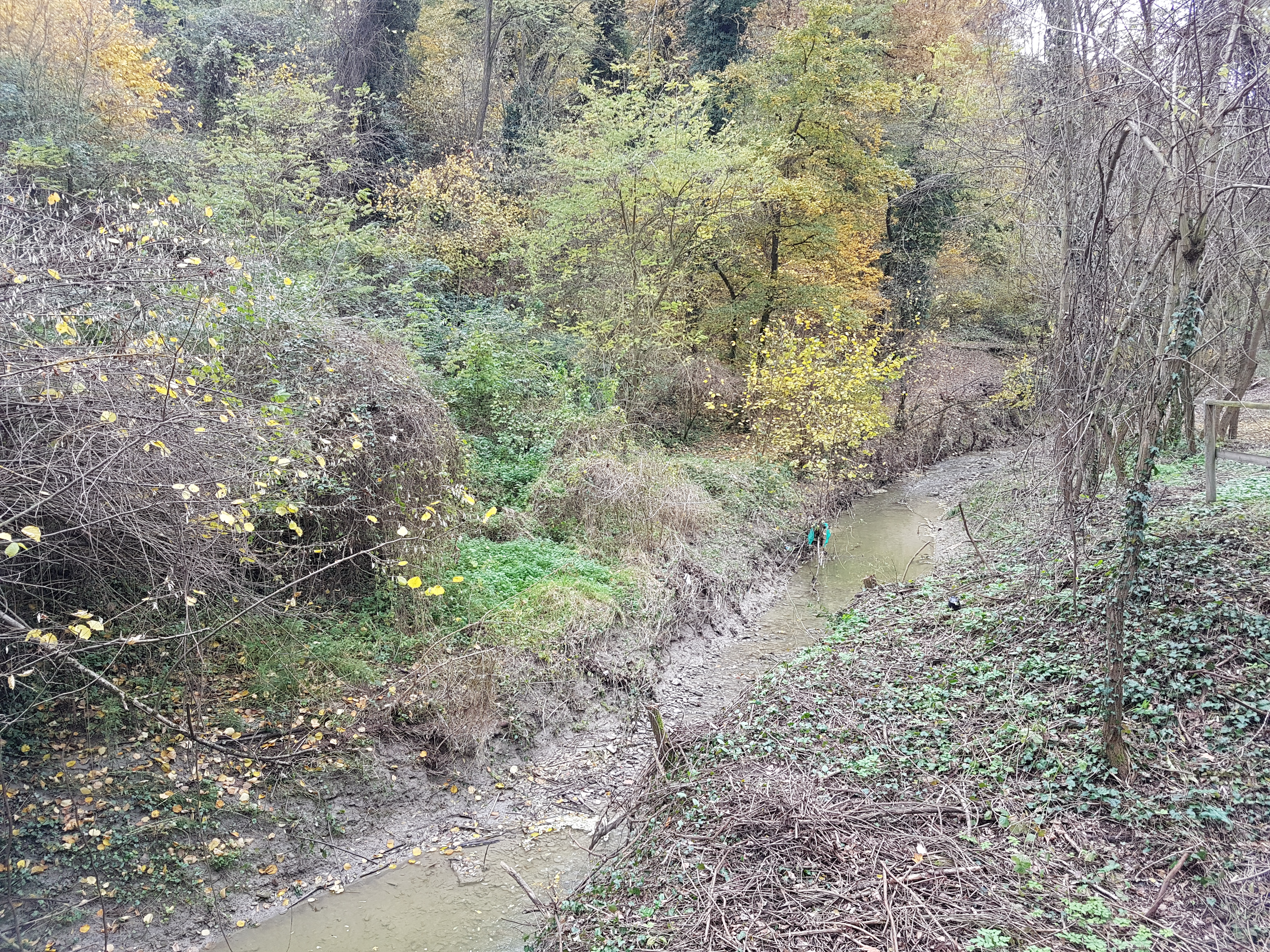
Il torrente Landa all'interno del Parco Iqbal Masih

Gli unici due parchi pubblici nel territorio comunale sono situati nella frazione di Ponterivabella, e sono il Parco Iqbal Masih (adiacente al torrente Landa) e il Parco Fluviale (situato lungo il Lavino).

## Società

### Evoluzione demografica
Abitanti censiti

### Etnie e minoranze straniere
Al 1º gennaio 2018, i cittadini stranieri residenti a Monte San Pietro risultavano essere 715 - il 6,52% della popolazione totale - così suddivisi per nazionalità (sono indicate le maggiori 10):
1. Romania: 182
2. Albania: 124
3. Marocco: 45
4. Moldavia: 41
5. Ucraina: 40
6. Filippine: 24
7. India: 23
8. Tunisia: 22
9. Polonia: 19
10. Pakistan: 12

### Lingue e dialetti
Oltre alla lingua italiana, a Monte San Pietro è utilizzato il dialetto bolognese montano.

### Religione
A Monte San Pietro la religione principale è quella cristiano-cattolica; vi sono tuttavia anche religioni minori quali: l'islam, i cristiani ortodossi, i testimoni di Geova e il buddismo.

## Cultura

### Istruzione

#### Biblioteche
È presente una biblioteca, la Biblioteca comunale Peppino Impastato.

#### Scuole
- Scuole dell'infanzia:
  - Scuola dell'infanzia di Amola
- Scuole primarie:
  - Scuola primaria di Calderino
  - Scuola primaria a tempo pieno di Calderino
  - Scuola primaria Loris Casirini
- Scuole secondarie di I grado
  - Scuola secondaria di primo grado Maria Cassani Lusvardi

#### Musei
Il comune ospita quattro complessi e collezioni museali:
- Museo della Badia del Lavino, nel complesso abbaziale dei santi Fabiano e Sebastiano[11]
- Officina Pellegrini, casa museo di Gino Pellegrini[12]
- Conserva di Calderino[13]
- Collezione Bruno Nigelli, con oltre 100 moto d'epoca e 300 motori[14][15]

### Gastronomia
Monte San Pietro è l'unico comune nel quale in tutto il suo territorio - non solo per una parte, come altri comuni - vi è zona di produzione del Pignoletto. I vitigni sono situati nella valle del Lavino o in qualche punto delle colline adiacenti al Landa.

## Geografia antropica

### Frazioni e località
Il territorio del comune di Monte San Pietro è suddiviso in 6 frazioni riconosciute dalla comunità, a capo delle quali vi è un consiglio di frazione, e per le quali vengono messe a disposizione delle salette comunali che rappresentano la sede di frazione. Questo non vale per le frazioni di San Lorenzo in Collina e San Martino in Casola, che detengono un consiglio di frazione e una sede di frazione comuni. Le frazioni sono ulteriormente divise in un totale di 36 località.
Calderino
Calderino (ufficialmente Capoluogo) comprende le località di Calderino, Gorizia, Rio Tradito, Bellaria Torrazza, Amola, e Ponterivabella.
Loghetto
Loghetto comprende le località di Loghetto, Sartorano, Cà di Dio, Montemaggiore e la località storica originaria di Monte San Pietro.
Monte San Giovanni
Monte San Giovanni comprende le località di Monte San Giovanni, Colombara, Venezia, Mongiorgio, Venerano, Stella, Samoggia, Gavignano, Pilastrino, San Chierlo, Badia, Oca, Poggio e Sopra Badia.
Montepastore
Montepastore comprende le località di Montepastore, Ronca, Borra, Padova,  Cà dei Fabbri, Varsellane e Borgotto.
San Lorenzo in Collina
San Lorenzo in Collina comprende le località di San Lorenzo in Collina, La Fornace e Pradalbino.
San Martino in Casola
San Martino in Casola comprende le località di San Martino in Casola e Chiesa Nuova.

## Infrastrutture e trasporti

### Strade
Il comune è attraversato da nord a sud dalla SP26 Valle del Lavino per quasi 20 km, che prende il nome di Via Lavino all'interno del territorio comunale, e questa strada ne rappresenta la principale via di comunicazione attraversando molti dei centri abitati principali, che si sviluppano principalmente attorno ad essa per via della tortuosità della valle del Lavino. Questa strada, insieme alla Strada statale 569 di Vignola, permette di raggiungere Bologna in circa 20 minuti da Calderino. Oltre alla via Lavino, il comune è anche attraversato dalla SP75 Via Landa, che attraversa la valle dell'omonimo torrente e attorno alla quale si sviluppa la frazione Loghetto. La strada collega inoltre il territorio comunale a Monteveglio.

### Mobilità urbana
Il comune è collegato a Bologna dalle linee TPER 83, 684 e 686: la prima ha il suo capolinea a Calderino e ha una corsa ogni 30 minuti, la seconda arriva fino a Savigno, con una corsa al giorno e l'ultima prosegue verso Montepastore e Tolè (nel comune di Vergato) con corse a cadenza oraria. Il capoluogo si riesce a raggiungere in mezz'ora da Calderino e in un'ora da Montepastore con l'autobus. Esistono altre due linee interne, 688 e 689 (689 solo a chiamata), che iniziano il loro percorso dalla frazione di Ponte Rivabella e terminano rispettivamente a Padernella e Loghetto, altre due frazioni di Monte San Pietro.

## Amministrazione
Di seguito è presentata una tabella relativa alle amministrazioni che si sono succedute in questo comune.
| Primo cittadino | Partito        | Partito                            | Mandato        | Mandato        | Elezione      |
| Primo cittadino | Partito        | Partito                            | Inizio         | Fine           | Elezione      |
| --------------- | -------------- | ---------------------------------- | -------------- | -------------- | ------------- |
| Elio Bianchi    |                | Partito Comunista Italiano         | 9 marzo 1988   | 6 luglio 1990  | -             |
| Elio Bianchi    |                | Partito Democratico della Sinistra | 6 luglio 1990  | 24 aprile 1995 | Elezione 1990 |
| Vladimiro Ferri |                | Partito Democratico della Sinistra | 24 aprile 1995 | 14 giugno 1999 | Elezione 1995 |
| Vladimiro Ferri |                | Lista civica di centro-sinistra    | 14 giugno 1999 | 14 giugno 2004 | Elezione 1999 |
| Gino Passarini  |                | centro-sinistra                    | 14 giugno 2004 | 8 giugno 2009  | Elezione 2004 |
| Stefano Rizzoli |                | Lista civica di centro-sinistra    | 8 giugno 2009  | 26 maggio 2014 | Elezione 2009 |
| Stefano Rizzoli | 26 maggio 2014 | Lista civica di centro-sinistra    | 27 maggio 2019 | Elezione 2014  |               |
| Monica Cinti    |                | Lista civica di centro-sinistra    | 27 maggio 2019 | 10 giugno 2024 | Elezione 2019 |
| Monica Cinti    | 10 giugno 2024 | Lista civica di centro-sinistra    | in carica      | Elezione 2024  |               |

## Sport

### Calcio
Le due compagini calcistiche del territorio comunale sono l'A.S.D. MSP Calcio, società fondata nel 2016 e militante nel girone C della Promozione Emilia-Romagna, e la sezione calcistica della Polisportiva Monte San Pietro, che compete nel girone H della Seconda Categoria emiliana. Entrambe disputano le proprie gare casalinghe sul campo in erba sintetica del Centro sportivo di Ponterivabella.

### Triathlon
Durante il periodo estivo, a Monte San Pietro, precisamente nella sede della Polisportiva Monte San Pietro a Rivabella, viene organizzato il torneo di Triathlon. Il torneo racchiude le seguenti discipline: calcio a 5, pallacanestro, beach volley.

Il torneo prevede la partecipazione di squadre miste (maschi e femmine) composte da un massimo di 15 giocatori. Per ogni sport è prevista la presenza obbligatoria di 2 giocatrici femminili in campo.

La prima parte del torneo prevede una fase di qualificazione delle squadre suddivise in vari gironi, tipicamente da 4. Le squadre si affrontano in gironi all'italiana di sola andata; le prime due classificate di ogni girone partecipano alla Serie A, le rimanenti alla Serie B.

La seconda fase prevede due ulteriori gironi all'Italiana per ogni competizione, le cui vincitrici si affrontano nella finale, dove vengono decretati i vincitori della Serie A e B.
I punteggi delle singole partite vengono assegnati in questo modo:
- Calcio a 5: 3 punti per vittoria nei tempi regolamentari, 2 punti per vittoria ai rigori, 1 punto per sconfitta ai rigori, 0 punti per sconfitta nei tempi regolamentari.
- Basket: 3 punti per vittoria in 2 set, 2 punti per vittoria al terzo set, 1 punto per sconfitta al terzo set, 0 punti per sconfitta in 2 set.
- Beach volley: 3 punti per vittoria in 2 set, 2 punti per vittoria al terzo set, 1 punto per sconfitta al terzo set, 0 punti per sconfitta in 2 set.